# Musikjahr 1766
Liste der Musikjahre

◄◄ | ◄ | 1762 | 1763 | 1764 | 1765 | Musikjahr 1766 | 1767 | 1768 | 1769 | 1770 | ► | ►►

Weitere Ereignisse
Dieser Artikel behandelt das Musikjahr 1766.

## Ereignisse

### Uraufführungen
- 11. Februar: Die Uraufführung der Oper Vologeso von Niccolò Jommelli auf das Libretto Lucio Vero von Apostolo Zeno findet in Ludwigsburg statt.
- 07. April: Die Oper La Nitteti von Anton Cajetan Adlgasser auf das Libretto von Pietro Metastasio hat ihre Uraufführung am Residenztheater in Salzburg. Schon im Karneval ist ein gleichnamiges Werk von João de Sousa Carvalho in Rom uraufgeführt worden.

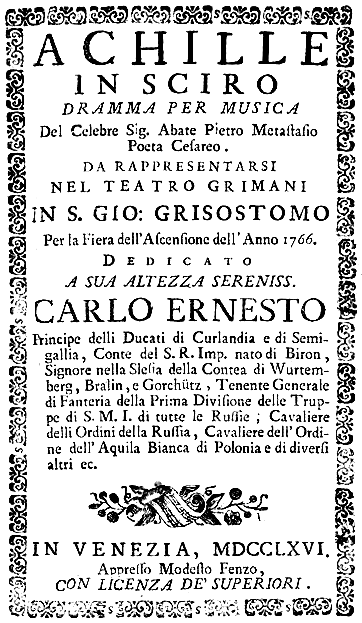
Achille in Sciro

- 08. Mai: Am Himmelfahrtstag wird Florian Leopold Gassmanns Oper Achille in Sciro mit Pietro Metastasios Libretto am Teatro San Giovanni Crisostomo in Venedig uraufgeführt.
- 23. April: Die komische Oper Les Pêcheurs (Die Fischer) von François-Joseph Gossec hat ihre Uraufführung an der Comédie Italienne in Paris.
- 25. November: Die Uraufführung der romantischen und komischen Oper Lisuart und Dariolette oder Die Frage und die Antwort von Johann Adam Hiller erfolgt in Leipzig.
- Die Opera buffa in zwei Akten La canterina von Joseph Haydn (Musik) findet vor dem 11. September (möglicherweise am 26. Juli) 1766 wahrscheinlich im Schloss Esterházy in Eisenstadt statt.

### Die Konzertreise der Mozarts

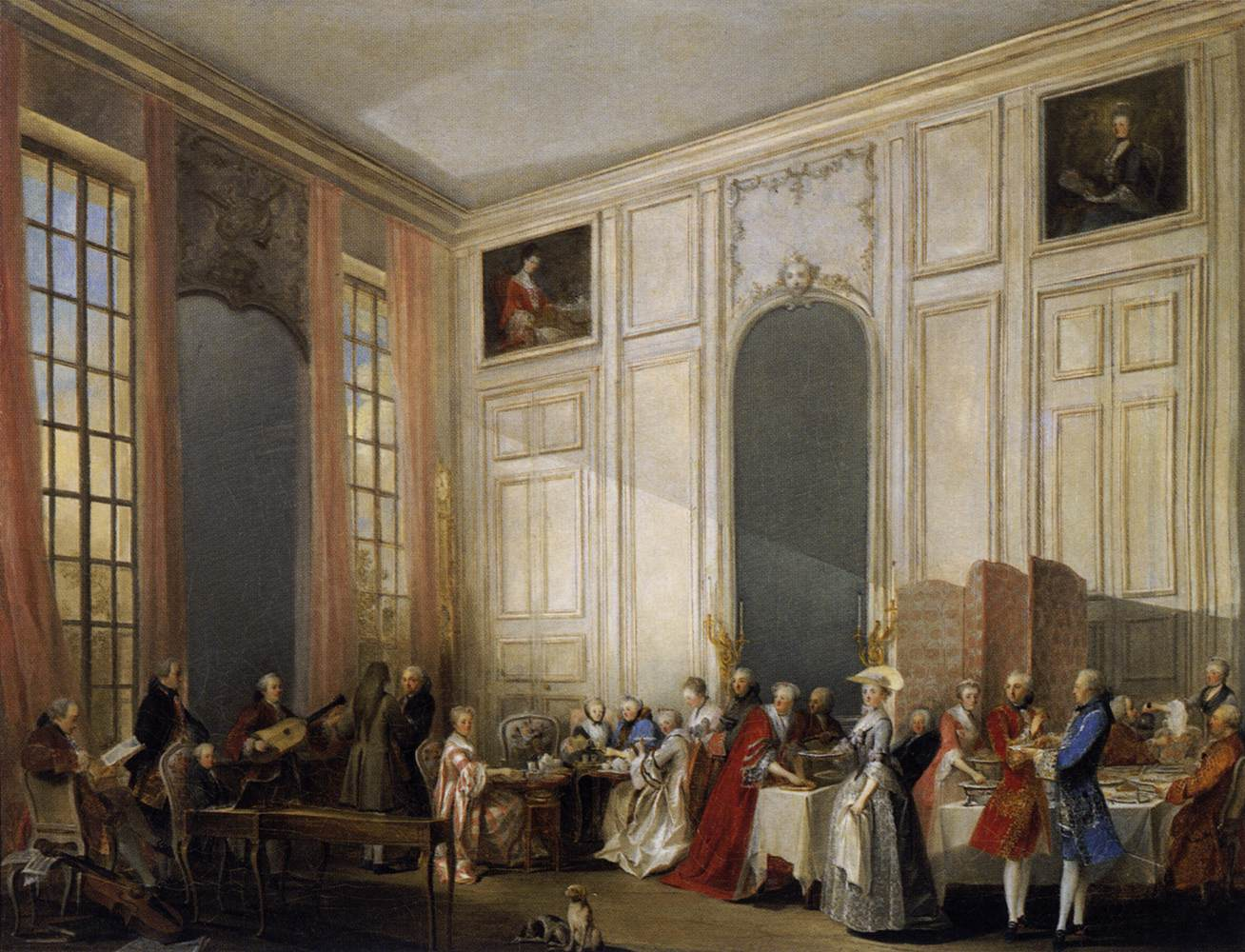
Die Mozarts auf ihrer Konzerttournee in Paris 1766

- Ende April: Die Familie Mozart verlässt auf ihrer Konzertreise die Niederlande und begibt sich über Brüssel und Valenciennes nach Paris, wo sie am 10. Mai eintrifft. Hier bleiben Leopold Mozart und seine beiden Kinder Nannerl und Wolferl zwei Monate. Am 9. Juli geht die Reise weiter nach Dijon, danach am 20. August nach Genf.
- 29. November: Nach einer dreijährigen Tournee mit seinen beiden Wunderkindern Nannerl und Wolferl kehrt Vizekapellmeister Leopold Mozart ins Fürsterzbistum Salzburg zurück.

### Sonstiges
- 03. März: Nach dem Tod von Gregor Joseph Werner wird Joseph Haydn zum Ersten Kapellmeister im Hause Esterházy befördert. Nun kann er auch geistliche Werke komponieren, was Werner sich bislang vorbehalten hat. Haydn beginnt mit der Komposition der Missa Cellensis in honorem Beatissimae Virginis Mariae.
- Das von Carl Fredrik Adelcrantz errichtete Schlosstheater Drottningholm im Schloss Drottningholm bei Stockholm wird eingeweiht. Die Bühnenmaschinerie des Italieners Donato Stopani (mit Wellenmaschine und Windmaschine) wird unverändert bis zum heutigen Tag verwendet.

## Geboren

### Geburtsdatum gesichert
- 21. Januar: Vinzenz Hauschka, böhmischer Komponist († 1840)
- 13. Februar: Georg Laurenz Schneider, deutscher Komponist und Dirigent († 1855)
- 28. März: Joseph Weigl, österreichischer Komponist und Dirigent († 1846)
- 07. April: Joseph Schweinacher, deutscher Orgelbauer († 1851)
- 09. Juni: Anton Weidinger, österreichischer Trompeter und Trompetenbauer († 1852)
- 19. Juni: Edmund von Weber, deutscher Komponist, Schauspieler, Sänger und Theaterdirektor († 1830)
- 24. Juli: Franz Xaver Niemetschek, tschechischer Philosoph, Lehrer und Musikkritiker († 1849)
- 01. August: Ignaz Anton Ladurner, italienischer Komponist († 1839)
- 09. Oktober: Friedrich Dionys Weber, böhmischer Komponist († 1842)
- 20. Oktober: Emmerich Joseph Otto von Hettersdorf, deutscher Domherr, Kammerherr und Komponist († 1830)
- 16. November: Rodolphe Kreutzer, französischer Violinist, Lehrer, Dirigent und Komponist († 1831)
- 20. November: John Wall Callcott, englischer Komponist und Musiktheoretiker († 1821)

### Genaues Geburtsdatum unbekannt
- Friederike Charlotte Bause, deutsche Pianistin und Glasharmonika-Spielerin († 1785)
- Charles Duvernoy, französischer Klarinettist, Musikpädagoge und Komponist († 1845)
- Magdalena Hofdemel, böhmische Pianistin und Violinistin († unbekannt)
- Joseph Mitterer, österreichischer Orgelbauer († 1844)
- Caroline Wuiet, französische Musikerin und Schriftstellerin († 1835)

## Gestorben

### Todesdatum gesichert

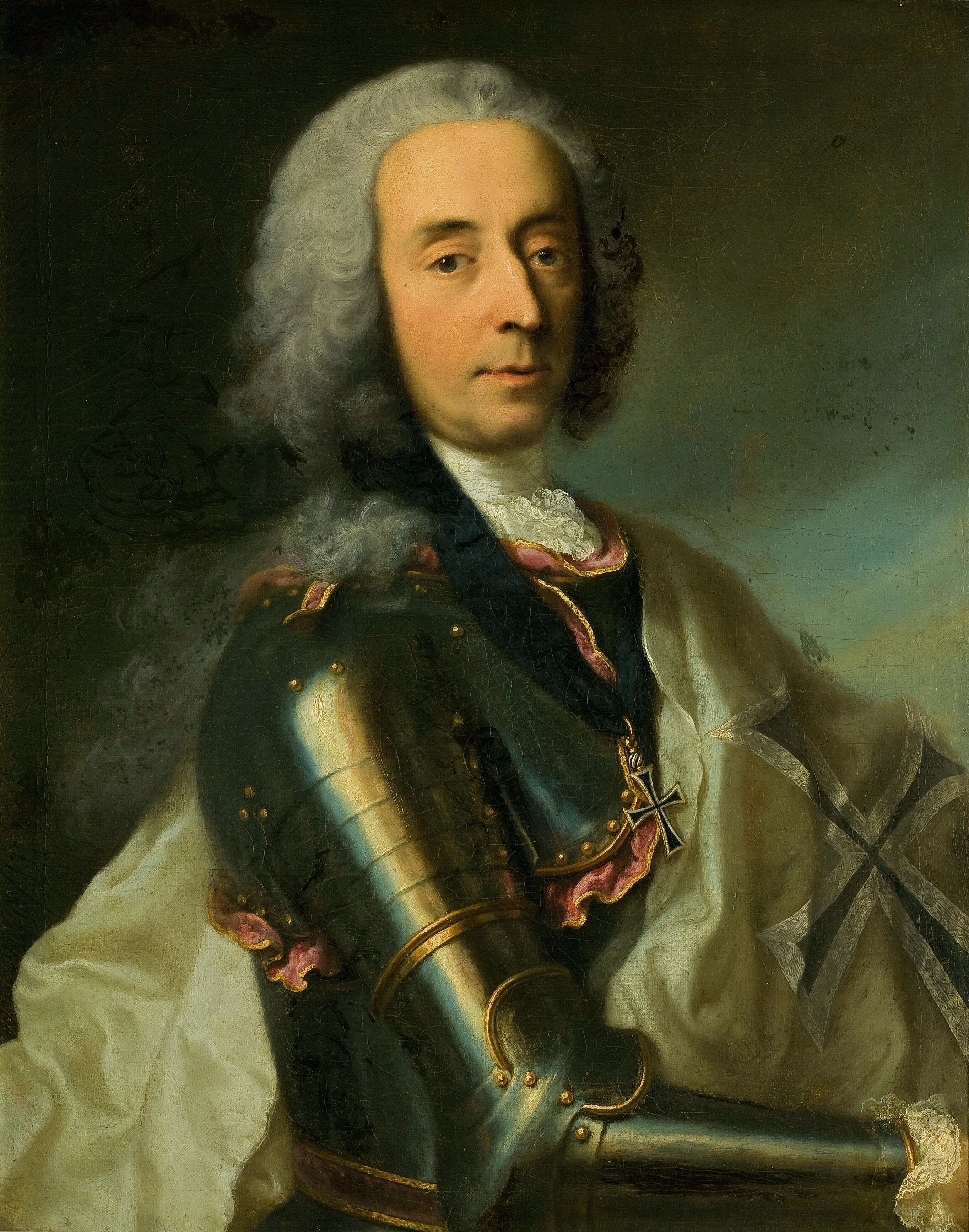
Unico Wilhelm van Wassenaer; † 6. November

- 16. Februar: Johann August Landvoigt, deutscher Jurist und Flötist (* 1715)
- 23. Februar: François Louis Dubois, elsässischer Orgelbauer schweizerischer Herkunft (* 1726)
- 23. Februar: Georg Friedrich Merckel, elsässischer Orgelbauer (* 1691)
- 03. März: Gregor Joseph Werner, österreichischer Komponist und Kapellmeister im Hause Esterházy (* 1693)
- 06. März: Gottfried Tollmann, deutscher evangelischer Pfarrer und Kirchenlieddichter (* 1680)
- 20. März: Giovanni Battista Pescetti, venezianischer Komponist (* 1704)
- 12. Mai: Michael Christoph Brandenburg, deutscher evangelisch-lutherischer Geistlicher, Dichter und Librettist (* 1694)
- 23. Juni: Thomas Roseingrave, englischer Komponist, Organist und Cembalist (* 1688)
- 17. Juli: Barthold Fritze, deutscher Erfinder, Musiktheoretiker und Tasteninstrumentenbauer (* 1697)

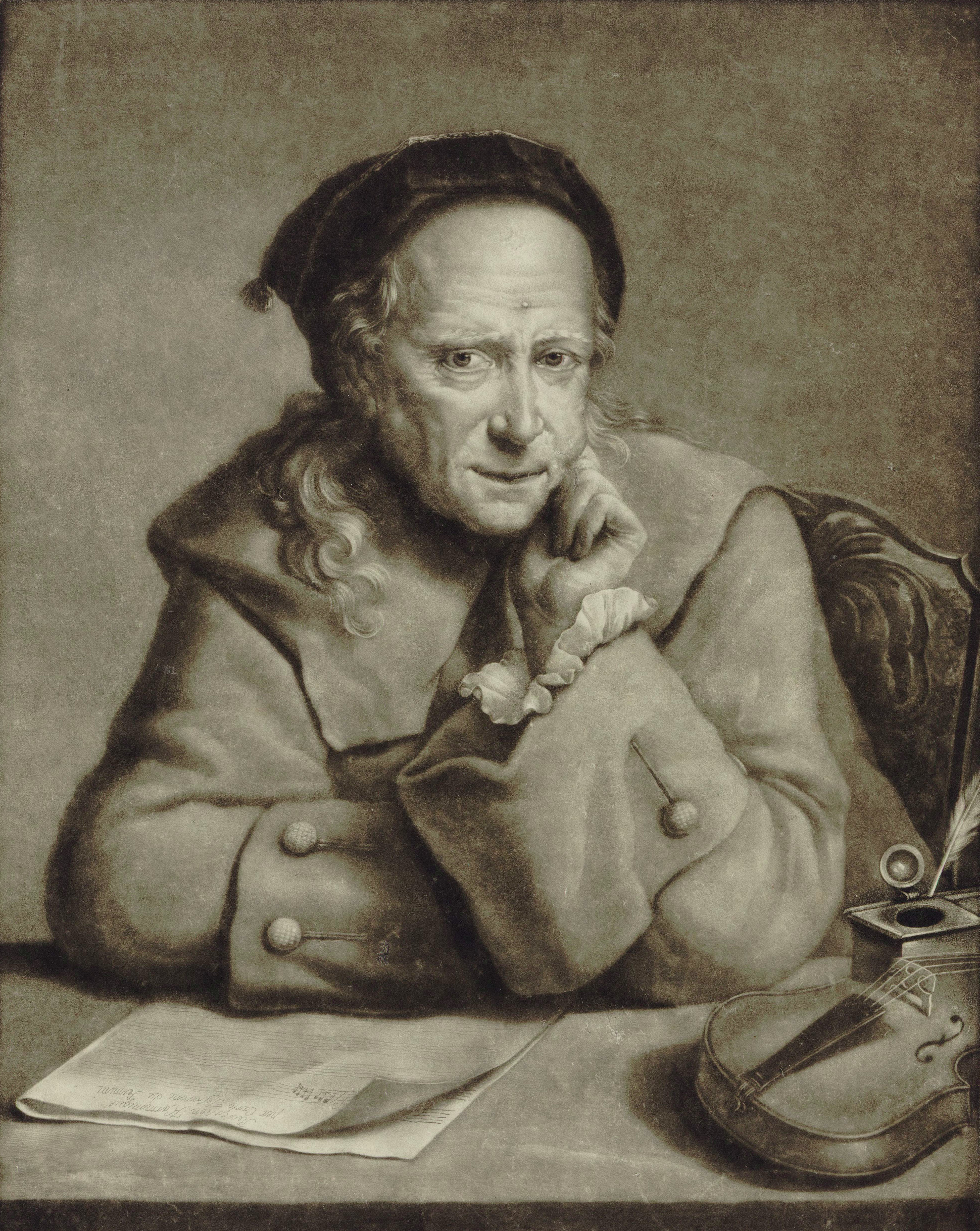
Carlo Tessarini; † 15. Dezember

- 03. August: Leonard Abington, britischer Violinist, Trompeter, Sänger und Komponist (* 1724)
- 20. September: Martinus Ræhs, dänischer Stadtmusiker, Flötist und Komponist (* 1702)
- 24. September: Johann Hencke, österreichischer Orgelbauer (* 1697)
- 07. Oktober: André Chéron, französischer Komponist, Cembalist, Organist und Dirigent (* 1695)
- 06. November: Unico Wilhelm van Wassenaer, niederländischer Adliger, Diplomat und Komponist (* 1692)
- 24. November: Thomas Chilcot, englischer Komponist und Organist (* wahrscheinlich 1707)
- 15. Dezember: Carlo Tessarini, italienischer Violinist und Komponist (* 1690)

### Genaues Todesdatum unbekannt
- Johann Philipp Praetorius, deutscher Librettist (* 1696)